# میخائیل لاریونف
میخائیل لاریونف (روسی: Михаи́л Фёдорович Ларио́нов؛ ۳ ژوئن ۱۸۸۱ – ۱۰ مهٔ ۱۹۶۴ (۸۲)) نقاش و تصویرگر آوانگارد و همچنین طراح لباس و صحنه اهل روسیه بود. 
او از پیشگامان هنر انتزاعی روسی به‌شمار می‌رود و همراه شریک همیشگی‌اش، ناتالیا گنچاروا، سبک تابشگری را پایه‌گذاری کرد.